# Чубашенко, Дмитрий Алексеевич
Дми́трий Алексе́евич Чубаше́нко (рум. Dumitru Ciubașenco; род. 14 августа 1963, Кишинёв) — молдавский политический деятель, журналист, кандидат в президенты Республики Молдова от «Нашей партии» на выборах 2016 года.

## Биография
Дмитрий Чубашенко родился 14 августа 1963 года в Кишинёве Молдавской ССР. Отец Дмитрия, Алексей Александрович (1928 г/р), работал журналистом, был главным редактором газет «Тинеримя Молдовей» («Молодёжь Молдавии»), «Вечерний Кишинёв», «Кувынтул», кроме того председателем Координационного совета по телевидению и радио. Мать Дмитрия Валентина Георгиевна работала медсестрой. В 1980 году после окончания школы № 33 гор. Кишинёва, Дмитрий Чубашенко поступил на факультет журналистики Кишиневского государственного университета. Затем он перевёлся на международное отделение Московского государственного университета, которое окончил в 1985 году. Последний семестр Дмитрий Чубашенко прожил в Бухаресте, где писал дипломную работу и слушал лекции в университете. В СССР Дмитрий работал в агентствах АТЕМ/ТАСС, Агентстве печати «Новости», после распада СССР был учредителем и заместителем директора агентства «Инфотаг», учредителем и главным редактором газет «Республика», «Молдавские ведомости». Более 10 лет писал о Молдове для агентства «Рейтер». В 2009 создал издание «Панорама».

### Отказ от государственной награды
В 2009 году исполняющий обязанности президента Михай Гимпу наградил 12 журналистов, в числе которых был и Дмитрий Чубашенко, высшим «Орденом Республики». Впоследствии Гимпу наградил также на тот момент президента Грузии Михаила Саакашвили «Орденом Республики». Тогда Чубашенко принял решение отказаться от государственной награды и обосновал это тем, что не хочет иметь один орден с Саакашвили (который прилетел 2 марта 2005 года в Кишинёв, чтобы поддержать на парламентских выборах Партию коммунистов Владимира Воронина), так как тот, как считал Чубашенко, «проводит антироссийскую политику и развязал войну в Южной Осетии и Абхазии». Впоследствии Гимпу узаконил отказ Чубашенко от «Ордена Республики».

### Политическая деятельность
До 2009 года Чубашенко политической тематикой занимался только в качестве журналиста. Однако, в 2009 году по предложению председателя Либерал-демократической парии Молдовы Влада Филата на выборах 29 июля баллотировался по спискам Либерально-демократической партии в депутаты парламента. В списках ЛДПМ он был под № 25 и в парламент не прошёл. В 2010 году Чубашенко баллотировался в парламент по спискам Гуманистической партии бывшего министра обороны и экс-главы Службы информации и безопасности Молдовы Валерия Пасата, но партия не преодолела избирательный порог.
Кроме того, по словам Чубашенко, ещё в 2001 году он получил предложение от действующего на тот период президента Владимира Воронина стать его пресс-секретарем. На предложение Дмитрий ответил отказом, в результате чего на газету «Молдавские ведомости», которой он на тот период времени руководил, начали давить судебными исками и проверками.
31 августа 2016 года Дмитрий Чубашенко официально был выдвинут кандидатом на пост президента Республики Молдова «Нашей партией», председателем которой является Ренато Усатый. В своей предвыборной кампании, Чубашенко взял на себя обязательства после избрания главой государства издать Указ N1 «О роспуске парламента» с целью полной перезагрузки власти. «Смыслом такой оферты является „контракт“ кандидата с избирателями во имя избавления общества от действующего нелегитимного, неизлечимо коррумпированного и прогнившего политического класса.». Речь идёт о немедленном роспуске действующего парламента и о назначении даты выборов нового парламента.
Кроме того, Чубашенко выступает за созыв Учредительного собрания для разработки новой Конституции, которая, после утверждения на общенациональном референдуме, должна стать фундаментом создания Четвёртой Молдавской Республики.

## Семья
Дмитрий, с 1985 года женат на Светлане Чубашенко. В семье дочь — Юлия, внук - Егор и шестилетняя внучка - Александра.